# Krzysztof Siemion
Krzysztof Siemion (Ratoszyn, 1 de febrero de 1966) es un deportista polaco que compitió en halterofilia.
Participó en tres Juegos Olímpicos de Verano, obteniendo una medalla de plata en Barcelona 1992, en la categoría de 82,5 kg, el quinto lugar en Seúl 1988 y el cuarto en Sídney 2000.
Ganó una medalla de bronce en el Campeonato Mundial de Halterofilia de 1997 y tres medallas en el Campeonato Europeo de Halterofilia entre los años 1990 y 1993.

## Palmarés internacional
| Juegos Olímpicos   | Juegos Olímpicos       | Juegos Olímpicos  | Juegos Olímpicos |
| Año                | Lugar                  | Medalla           | Categoría        |
| ------------------ | ---------------------- | ----------------- | ---------------- |
| 1992               | Barcelona (España)     | Medalla de plata  | 82,5 kg          |
| Campeonato Mundial |                        |                   |                  |
| Año                | Lugar                  | Medalla           | Categoría        |
| 1997               | Chiang Mai (Tailandia) | Medalla de bronce | 83 kg            |
| Campeonato Europeo |                        |                   |                  |
| Año                | Lugar                  | Medalla           | Categoría        |
| 1990               | Ålborg (Dinamarca)     | Medalla de bronce | 82,5 kg          |
| 1992               | Szekszárd (Hungría)    | Medalla de plata  | 82,5 kg          |
| 1993               | Sofía (Bulgaria)       | Medalla de plata  | 83 kg            |